# AMG-0520
AMG-0520 é uma rodovia brasileira do estado de Minas Gerais, localizada na mesorregião da Zona da Mata. A rodovia tem 8,7 km de extensão e liga a rodovia estadual MG-452, no município de Oliveira Fortes, à sede do município de Aracitaba.